# 大石寨镇
大石寨镇，是中华人民共和国内蒙古自治区兴安盟科尔沁右翼前旗下辖的一个镇。

## 行政区划
大石寨镇下辖以下地区：
大石寨社区、大石寨村、永丰村、永胜村、新福村、前锋村、东方红村、忙罕村、套海村、呼和哈达村、阿林村、勿布林村、白音础鲁村、平安村、猛鹫山村、太平村、永合村、沙布台村、白音高老村、永新村、保门村、保河村、保林村、三星村、中兴村、保兴村、建华村、福安村和保锋村。